# Presa accendisigari

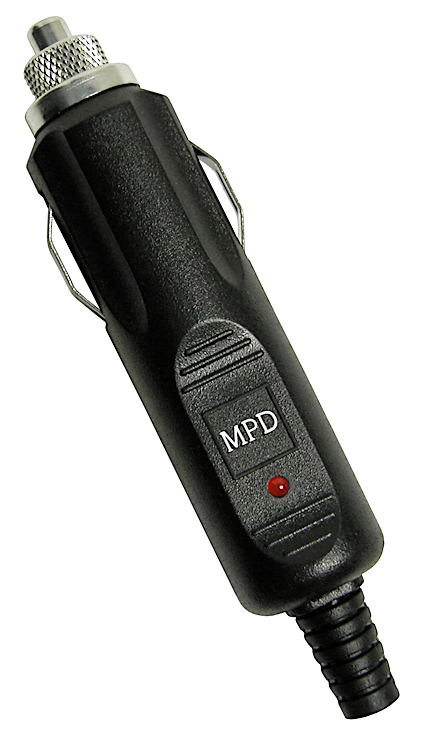
Presa accendisigari (maschio)

La presa accendisigari è un tipo di presa elettrica, inizialmente sviluppato per alimentare gli accendisigari elettrici degli autoveicoli; è oggi uno standard de facto di connettore a corrente continua a 12 V.

## Specifiche tecniche
Le specifiche tecniche sono definite dallo standard ANSI/SAE J563. Per i sistemi a 12 volt, il punto di contatto centrale del connettore trasporta la tensione positiva mentre i contatti laterali trasportano la tensione negativa, che per la maggior parte delle automobili corrisponde alla "terra" (o "massa").